# 南部町立福地小学校
南部町立福地小学校（なんぶちょうりつ ふくちしょうがっこう）は、青森県三戸郡南部町苫米地にある公立小学校。児童数は77人（2022年現在）。

## 概要
旧福地村全域を学区とする。主な進学先は、南部町立福地中学校である。

## 沿革
- 1876年（明治9年） - 苫米地村に民家を借用して、苫米地小学として発足。
- 1887年（明治20年） - 苫米地簡易小学校と改称。
- 1892年（明治25年）4月 - 地引村立地引尋常小学校と改称。
- 1896年（明治29年）1月6日 - 新校舎落成移転。
- 1902年（明治35年）4月1日 - 麦沢分教場設置。
- 1903年（明治36年）1月1日 - 片岸分教場設置。
- 1917年（大正6年）4月1日 - 高等科を併置し、地引尋常高等小学校と改称。
- 1937年（昭和12年）4月18日 - 講堂新築落成。
- 1941年（昭和16年）4月1日 - 国民学校令により、地引国民学校と改称。
- 1947年（昭和22年）4月1日 - 学校教育法（旧法）施行により、地引村立地引小学校と改称。同日、地引中学校を併置し、高等科生を中学校に移籍。
- 1951年（昭和26年）4月1日 - 麦沢分校が独立し、麦沢小学校と改称。
- 1953年（昭和28年）10月15日 - 校歌制定。
- 1954年（昭和29年）1月1日 - 校旗樹立。
- 1955年（昭和30年）4月1日 - 昭和の大合併により、福地村立地引小学校と改称。
- 1965年（昭和40年）4月29日 - 片岸分校を併合し、福地村立福地小学校と改称。
- 1968年（昭和43年）11月30日 - 新校舎落成式挙行。
- 1980年（昭和55年）3月 - この月から8月にかけて、新校舎建築[2]。
- 1981年（昭和56年）3月 - 屋体建築[2]。
- 2004年（平成16年）
  - 4月 - 麦沢小学校を統合[3]。
  - 8月 - 新校舎入校式挙行。
  - 11月 - 校舎落成記念式典挙行。祝賀会開催。校歌「明日をさがしに」制定。
- 2006年（平成18年）1月1日 - 平成の大合併により、南部町立福地小学校と改称。
- 2010年（平成22年）9月 - 屋体耐震改修完了[2]。
- 2022年（令和4年）10月22日 - 閉校式典挙行[4]。
- 2023年（令和5年）4月1日 - 福地地区の小学校統合[5]により、福田小学校と杉沢小学校と新設統合。なお、統合「福地小学校」校舎は、旧福田小学校校舎を使用する[6]。

## 部活動
- 野球部
- ミニバスケットボール部
- ブラスバンド部

## 学区
2023年3月31日まで
- 高橋、小泉、苫米地、麦沢、片岸[1]

2023年4月1日から
- 福地地区（旧福地村）全域

## アクセス
2023年3月31日まで
- 南部町多目的バス「法円寺前」バス停下車後、徒歩約130m・約2分。
- 青い森鉄道苫米地駅から、徒歩約660m・約10分(最短ルート移動した場合)。
- 南部町役場（旧:福地村役場）から、約690m、車で約1分・徒歩で約11分。

2023年4月1日から
- 南部町多目的バス樺木線「あかね入口」バス停下車後、徒歩約120m・約2分。

## 周辺
2023年3月31日まで
- 青森県道214号苫米地兎内線
- 法圓寺
- 青い森鉄道青い森鉄道線

2023年4月1日から
- 南部町運動公園
- 南部町福地体育センター[7]
- 青森県道134号櫛引上名久井三戸線
- 社会福祉法人青い海の会福地こども園 - 進級前こども園のひとつ
- 福田集会所
- あいたすデイサービスセンター

## 参考資料
- 『青森県教育史 別巻』（青森県教育委員会・1973年12月20日発行）「学校沿革 小学校」859頁「福地小学校」